# Amtsgericht Nittenau

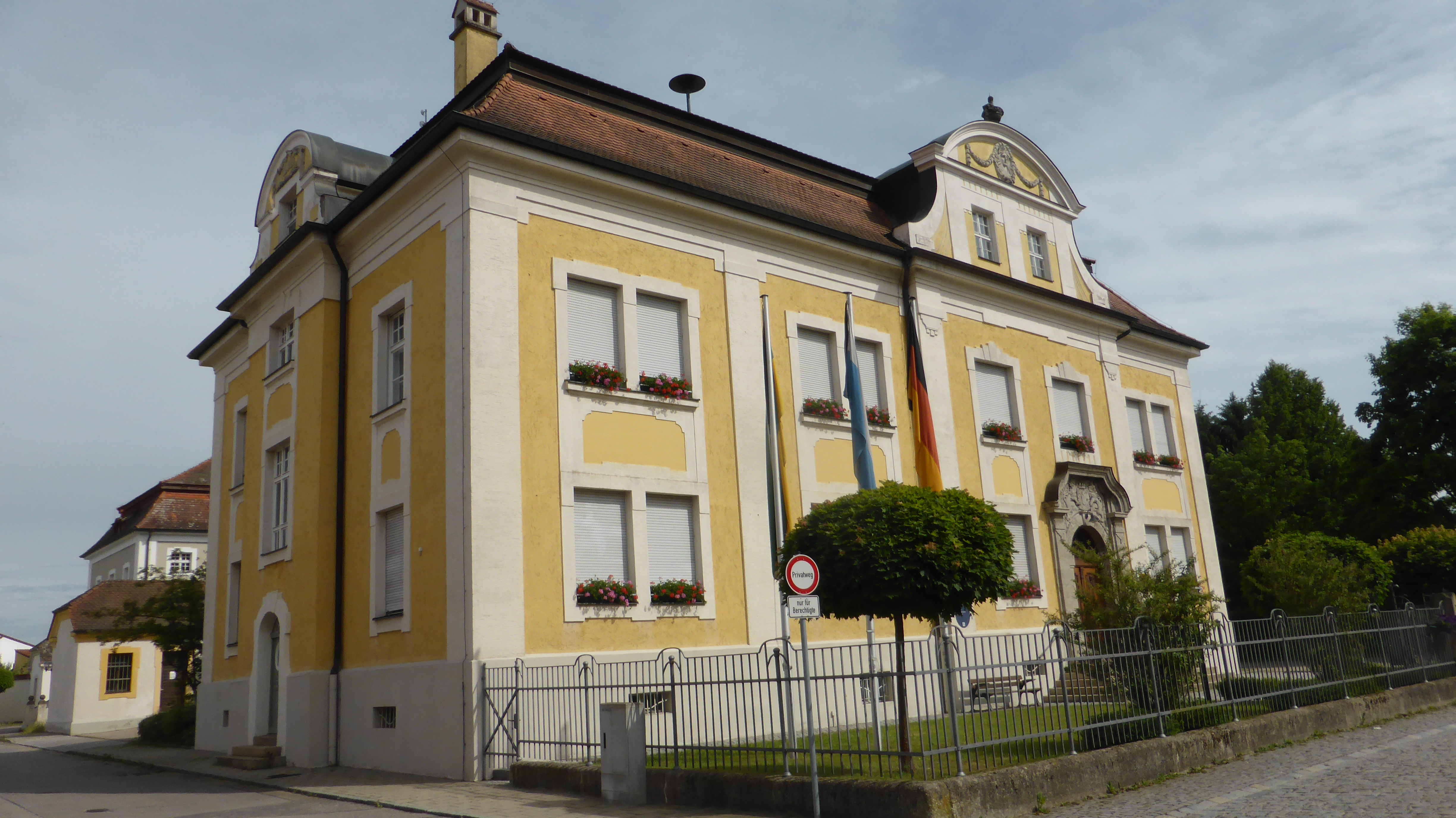
Heutiges Rathaus (ehm. Amtsgericht) in Nittenau (2017)

Das Amtsgericht Nittenau war ein von 1879 bis 1973 bestehendes Amtsgericht in Nittenau in Bayern.

## Geschichte
In den Jahren 1838 und 1839 wurde von dem Landgericht Roding das Landgericht (ä. O.) Nittenau abgespalten, das in etwa dem Untergericht Nittenau des ehemaligen Pflegamts Wetterfeld entsprach.
Mit Wirkung vom 1. Juli 1862 wurde das Bezirksamt Roding als reine Verwaltungsbehörde eingerichtet, die bis dahin bestandene Verflechtung von Rechtspflege und Verwaltung im unteren Verwaltungsbereich wurde aufgehoben. Als Eingangsinstanz der niederen Gerichtsbarkeit wurden die weiter bestehenden Landgerichte 1879 durch das Gerichtsverfassungsgesetz reichseinheitlich in Amtsgericht umbenannt.
Nachdem das Amtsgericht Nittenau im Zweiten Weltkrieg zum Zweigstellengericht des Amtsgerichts Roding herabgestuft wurde und dies 1956 und 1959 unter der neuen Bezeichnung 'Zweigstelle' bestätigt worden war, erfolgte am 1. Juli 1973 die Auflösung der Zweigstelle Nittenau.

## Gebäude
Das ehemalige Amtsgerichtsgebäude an der Gerichtsstraße 11 von 1903 (Inschrift), ein L-förmiger, zweigeschossiger Neubarockbau mit  Mansardwalmdach, Risalit mit Dachhaus und Schweifgiebel, Eingangsportal mit Muschelkalk, ist jetzt Rathaus. Daneben liegt das ehemalige Amtsgerichtsgefängnis.